# 菲安登城堡
菲安登城堡（法語：Château de Vianden），又译维安登城堡，是位於盧森堡城市菲安登的一座城堡。菲安登城堡是萊茵河以西最大的設防城堡之一，其歷史可以追溯至10世紀，為羅馬式建築。城堡曾在17世紀之後淪為廢墟，但現在已全面修復並且對遊客開放。

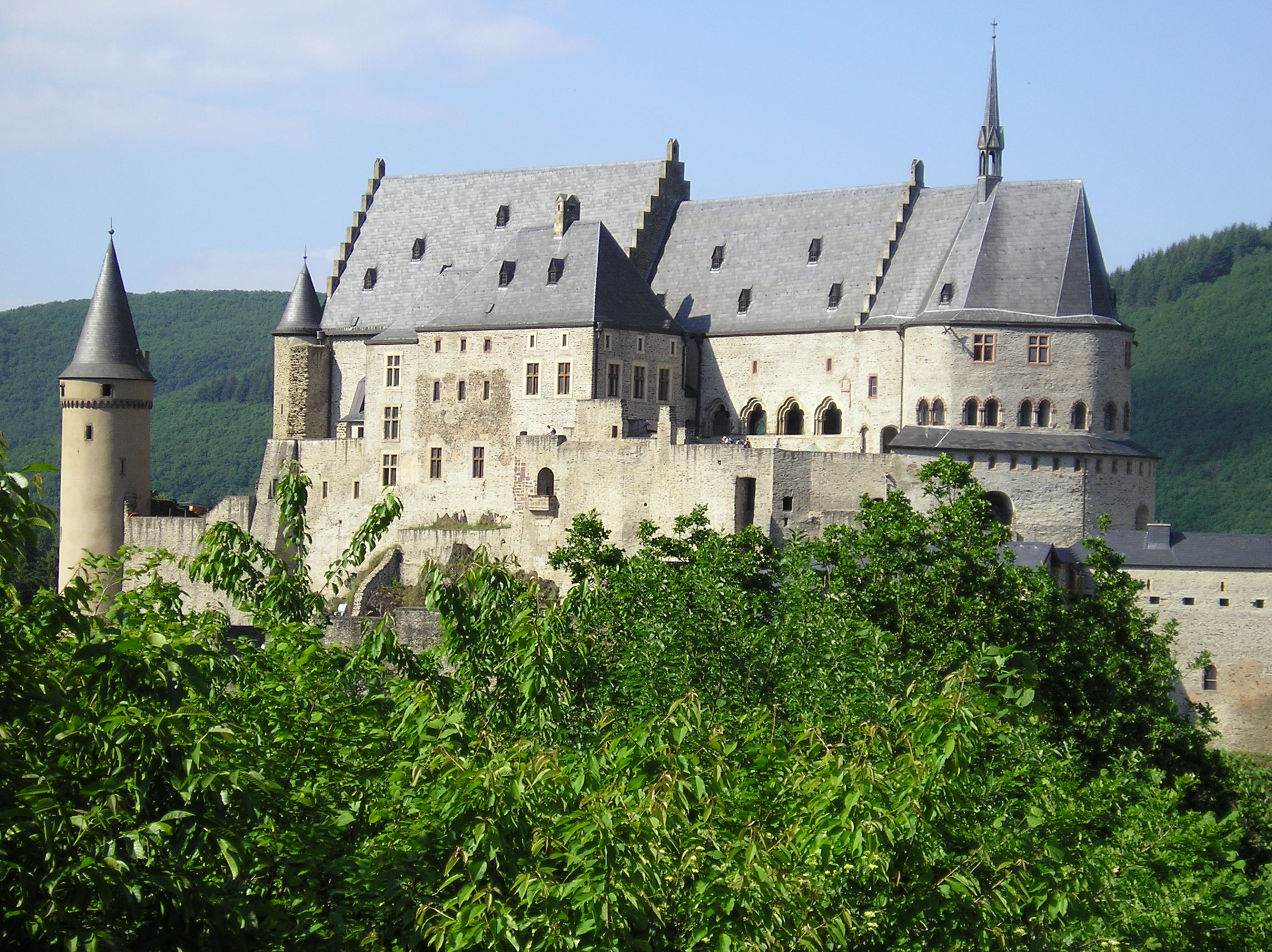
菲安登城堡

## 画廊

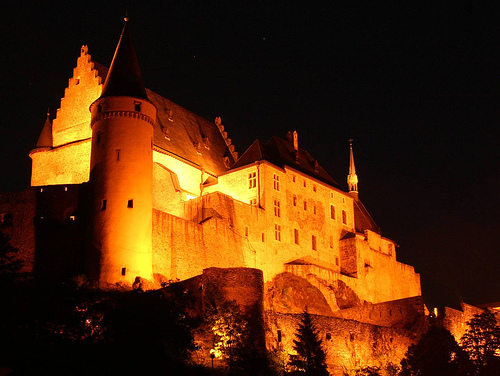
夜晚的菲安登城堡
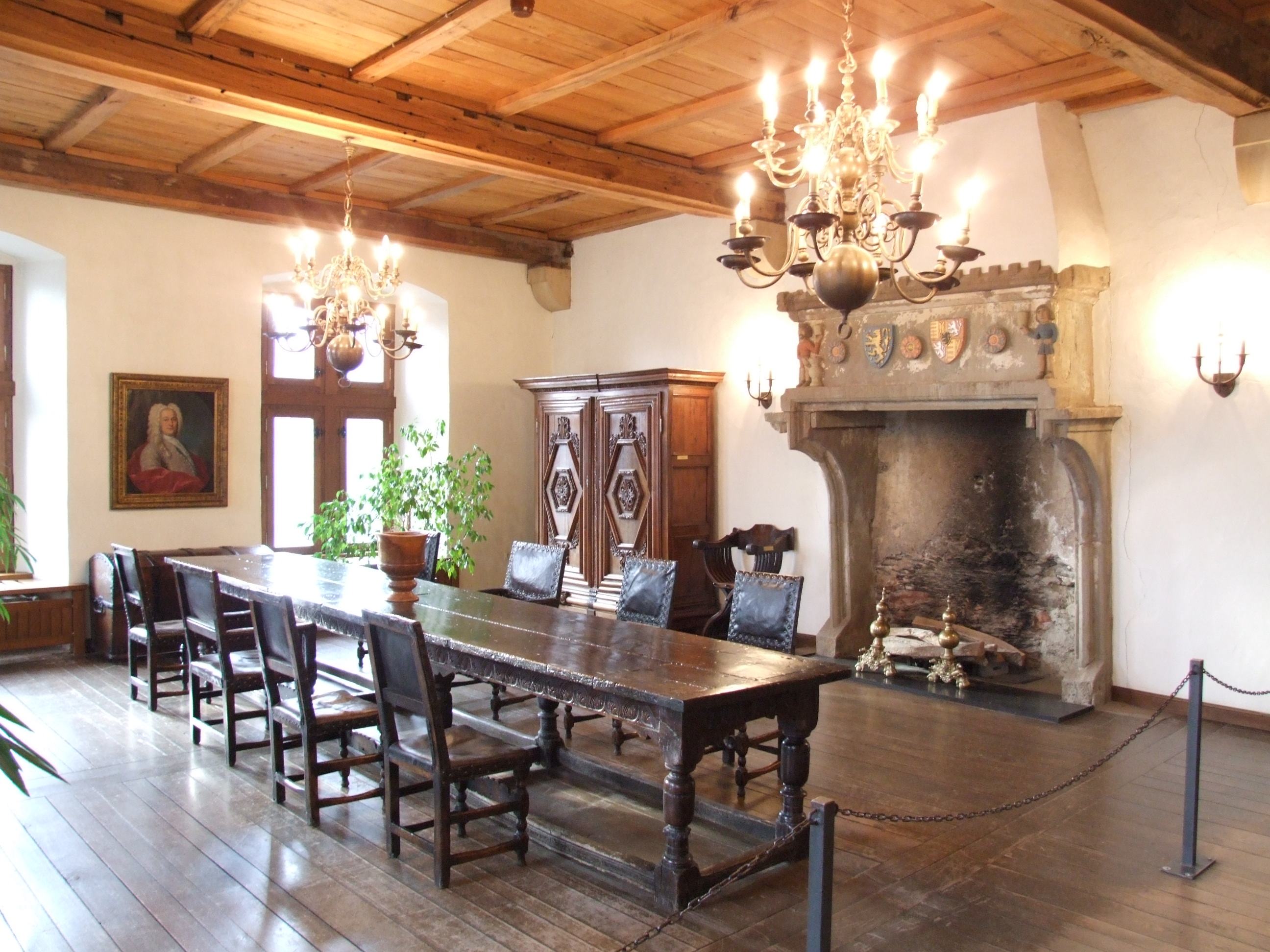
文艺复兴式餐厅
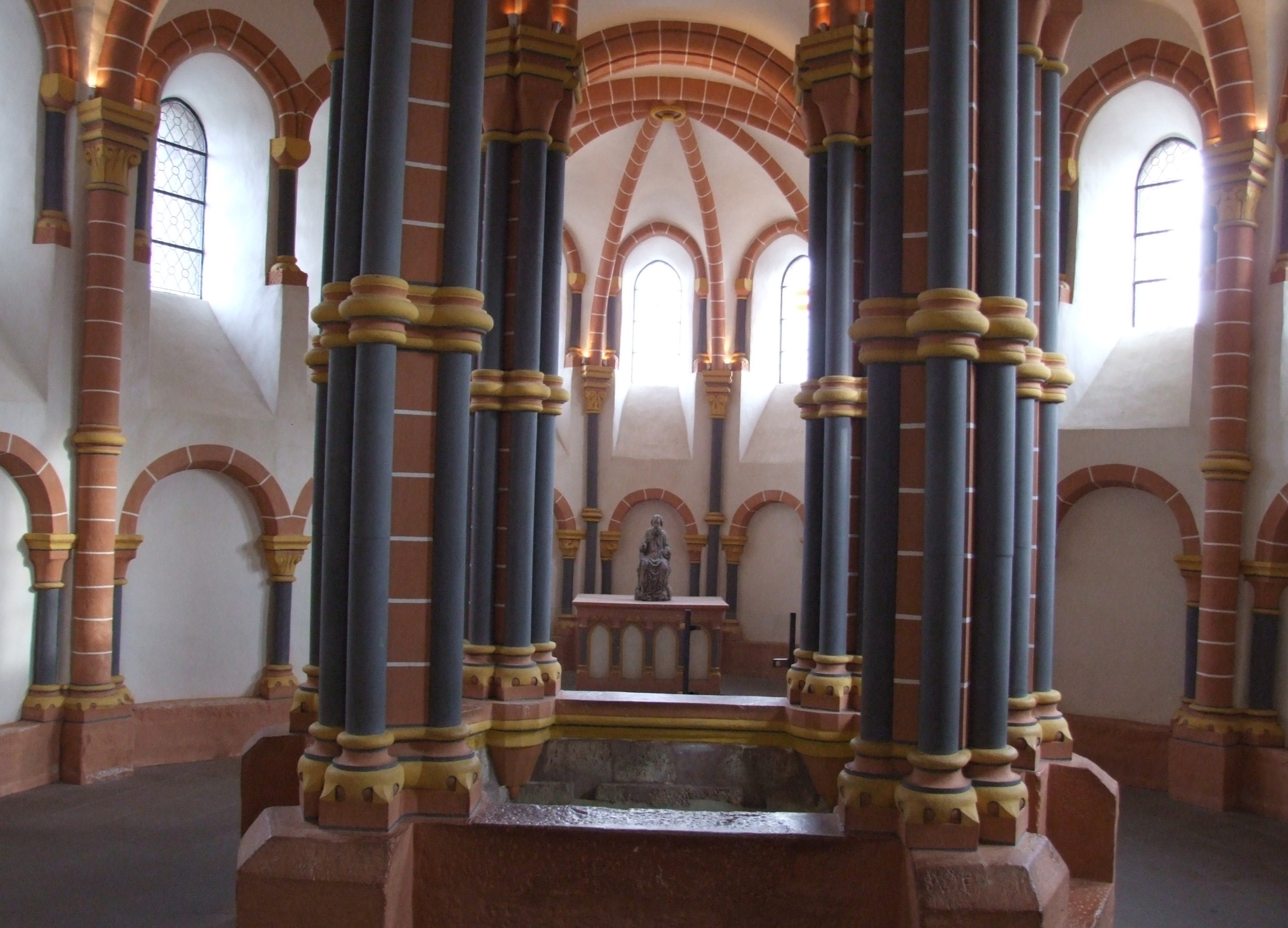
教堂上层
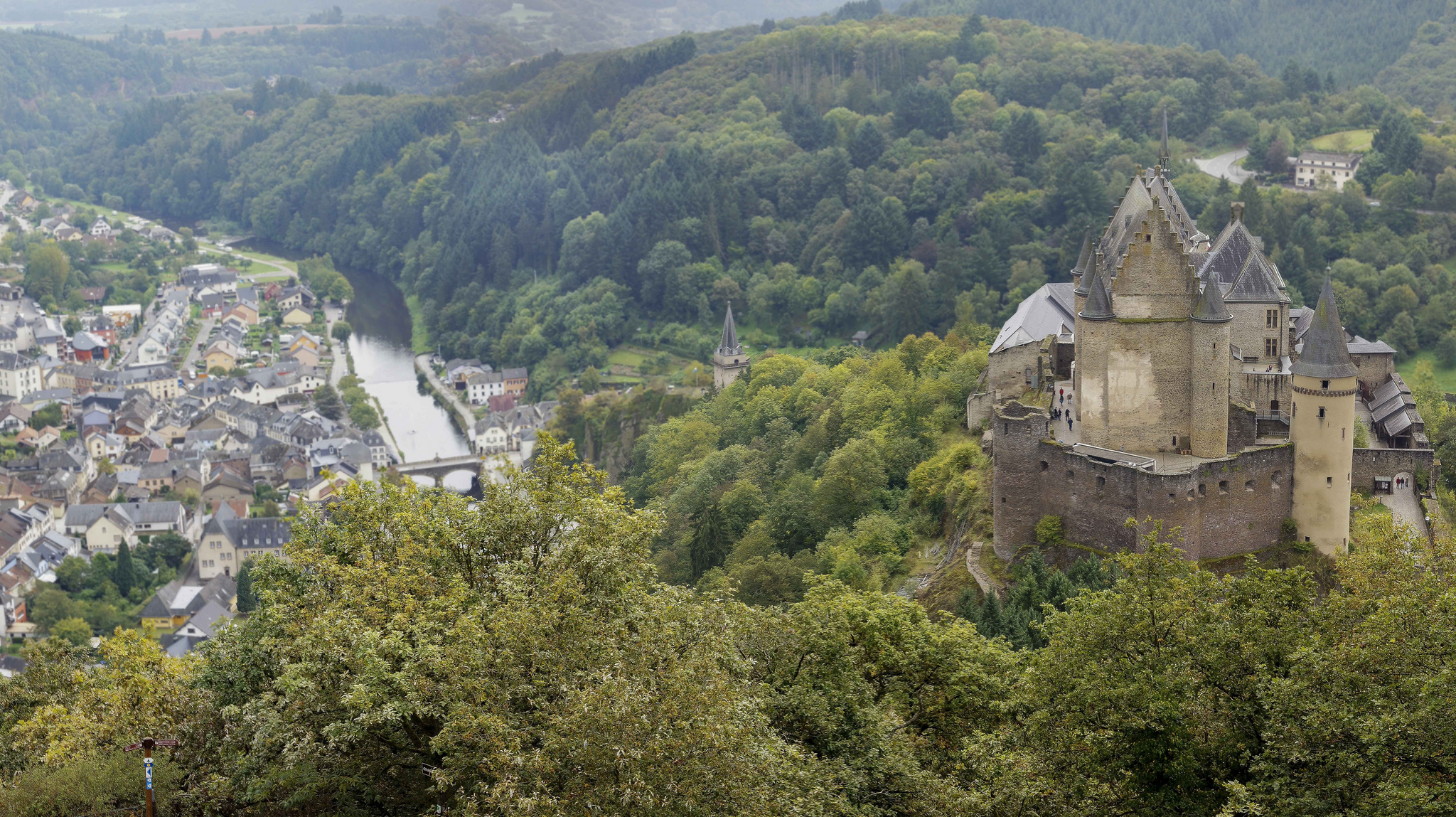
俯瞰小镇
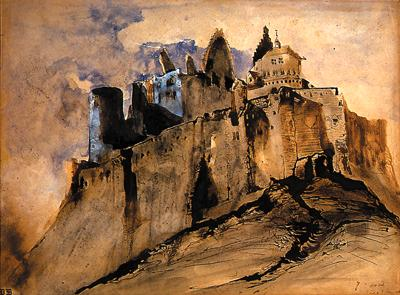
维克多·雨果: 被流放至菲安登城堡的维克多·雨果 (1871)

## 外部連結
- . Les Amis du Château de Vianden.   [6 May 2014]. （原始内容存档于2015-09-23）.

49°56′06″N 6°12′08″E / 49.93500°N 6.20222°E